# Safaria saegeri
Safaria saegeri är en tvåvingeart som först beskrevs av Vanschuytbroeck 1959.  Safaria saegeri ingår i släktet Safaria och familjen hoppflugor.
Artens utbredningsområde är Kongo. Inga underarter finns listade i Catalogue of Life.